# SCORM
Sharable Content Object Reference Model (SCORM) é uma coleção de padrões e especificações para e-learning baseado na web. A norma SCORM define comunicações entre o conteúdo do lado do cliente e um host/anfitrião chamado de ambiente de execução (comumente uma função de um LMS (Learning Management System - Sistema de Gerenciamento de Aprendizado). SCORM também se define como o conteúdo que pode ser compactado em um arquivo de transferência (ZIP).

## Objetivos
O SCORM tem como objetivos:
- Padronizar o modo como os conteúdos se relacionam com os sistemas que os suportam (sejam eles plataformas de e-learning ou repositórios de conteúdos);
- Reutilizar os objetos de aprendizagem, permitindo ao autor do conteúdo utilizá-lo em contextos diferentes. Isto é, o mesmo conteúdo pode ser incorporado em vários contextos e ter várias utilizações (em diferentes disciplinas/módulos);
- Flexibilizar a aprendizagem uma vez que podem ser construídos vários percursos de aprendizagem e estes disponibilizados a diferentes alunos;
- Portabilidade/migração ao permitir que os SCO’s sejam independentes da plataforma de e-learning ou do repositório utilizados. Os objectos de aprendizagem podem assim ser transportados entre ambientes de e-learning de diferentes instituições.

A Advanced Distributed Learning (ADL), é entidade responsável pelo modelo.
A iniciativa da especificação SCORM tem origem na Secretaria de Defesa dos Estados Unidos da América.
Livros de especificações SCORM definidos pela ADL
- Visão Geral (The SCORM Overview)
- Modelo de Agregação de Conteúdo (The SCORM Content Aggregation Model)
- Ambiente de Execução (The SCORM Runtime Environment)
- Sequenciamento e Navegação (The SCORM Sequencing & Navigation)